# Nesotanais lacustris
Nesotanais lacustris is een naaldkreeftjessoort uit de familie van de Nototanaidae. De wetenschappelijke naam van de soort is voor het eerst geldig gepubliceerd in 1968 door Sueo M. Shiino.